# Escudo de la Universidad de Harvard
El escudo de la Universidad de Harvard es el emblema oficial de la Universidad de Harvard, adoptado por la institución en 1638, siendo de los escudos de armas universitarios más antiguos de Estados Unidos.
Adicionalmente, cada escuela dentro de la universidad (como el Harvard College, la Escuela de Derecho Harvard, la Escuela de Medicina Harvard, la Harvard Extension School o la Escuela de Estudios Avanzados de Artes y Ciencias de Harvard) ha adoptado su propio escudo basado en el escudo genérico, como también otras entidades internas y administrativas,  incluyendo las residencias estudiantiles y la biblioteca de Harvard. Adicionalmente, gran parte de las organizaciones externas a la propia universidad, como clubs, sociedades y equipos deportivos, cuentan con su propio escudo, casi siempre basado en el escudo de Harvard.

## Descripción
El escudo de armas de la Universidad de Harvard tiene la forma de blasón inglés medieval, con un color de fondo carmesí (variedad Harvard). El marco del escudo es de color negro.
Los únicos elementos incluidos en el blasón son tres libros idénticos abiertos por la mitad, que ocupan la mayor parte del espacio. Cada uno de los libros tiene escritas distintas letras, en mayúsculas, que juntas conforman la palabra VERITAS («verdad» en latín). Los dos libros superiores contienen una letra por página en cada lado, mientras que el libro inferior contiene tres letras, con la «A» dividida simétricamente entre las páginas de ambos lados. De este modo se percibe la palabra latina dispuesta de esta manera: VE - RI - TAS.
Debido a su uso en el escudo de Harvard, la palabra veritas ha llegado a ser asociada en muchos círculos con el nombre de la universidad.

## Historia
El escudo fue diseñado originalmente por miembros del Consejo de Administración de la institución, llamado en el siglo xvii Harvard Board of Overseers (Junta de Supervisores de Harvard), en sus reuniones de diciembre de 1643 y enero de 1644. Sin embargo, el borrador del diseño quedó en el olvido hasta que fue redescubierto dos siglos después, en 1836, por el presidente de la universidad, Josiah Quincy, quien lo reveló al público durante las celebraciones del bicentenario de la institución.

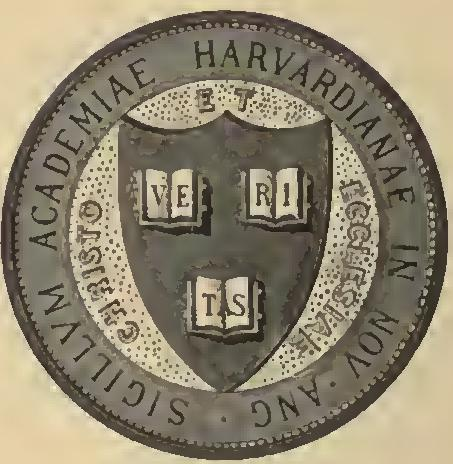
El sello de la Universidad de Harvard

En 1843, la Harvard Corporation (el otro órgano rector de la universidad, junto al Consejo de Administración) resolvió adoptar el escudo oficialmente. Al mismo tiempo se adoptó el sello de la universidad, diseñado en torno al escudo, aunque con el blasón en formato suizo, con el añadido de un contorno circular con el nombre de la universidad en latín, SIGILLUM ACADEMIAE HARVARDIANAE IN NOV ANG. En la parte interior aparece la inscripción CHRISTO ET ECCLESIAE (Cristo y la Iglesia).

## Uso actual
Los diplomas de graduación de las distintas carreras de la Universidad de Harvard incluyen en su cabecera el escudo de la universidad, habitualmente en una forma alternativa que consiste en la sustitución del blasón rojo por un conjunto de ramas de olivo agrupadas de forma oval, del mismo color, detrás de los tres libros y sin contorno.
Todos los diplomas están sellados (o estampados) para su autentificación con el sello de la universidad, que sigue siendo el mismo que el adoptado a mediados del siglo xix, pero con la banda circular incluyendo el nombre de la escuela que ha concedido la titulación.
En paralelo al escudo «clásico», actualmente la universidad emplea un diseño alternativo para fines ceremoniales y conmemorativos, que incluye el mismo escudo rodeado de una corona de hojas de olivo y sus frutos, con una banda de pergamino en su base inscrita con la palabra HARVARD en mayúscula.

## Escudos menores
Cada una de las escuelas y facultades de la Universidad de Harvard cuenta con un escudo propio, basado en la forma del escudo principal (forma, color –al menos parcialmente– y los tres libros con la inscripción VERITAS). También otras unidades y administraciones internas, y múltiples entidades externas relacionadas con la universidad, emplean un escudo que guarda la misma forma con colores similares, aunque en este caso no todos cuentan con la representación de los tres libros.
Algunos ejemplos de los distintos escudos:

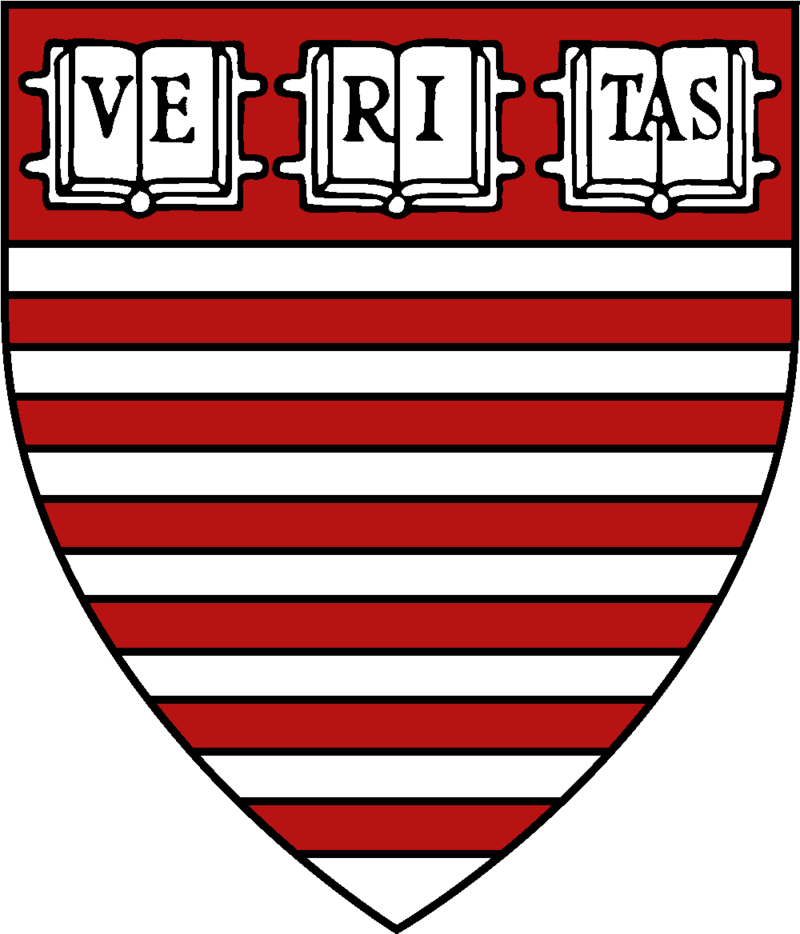
Escudo de la Escuela de Gobernanza
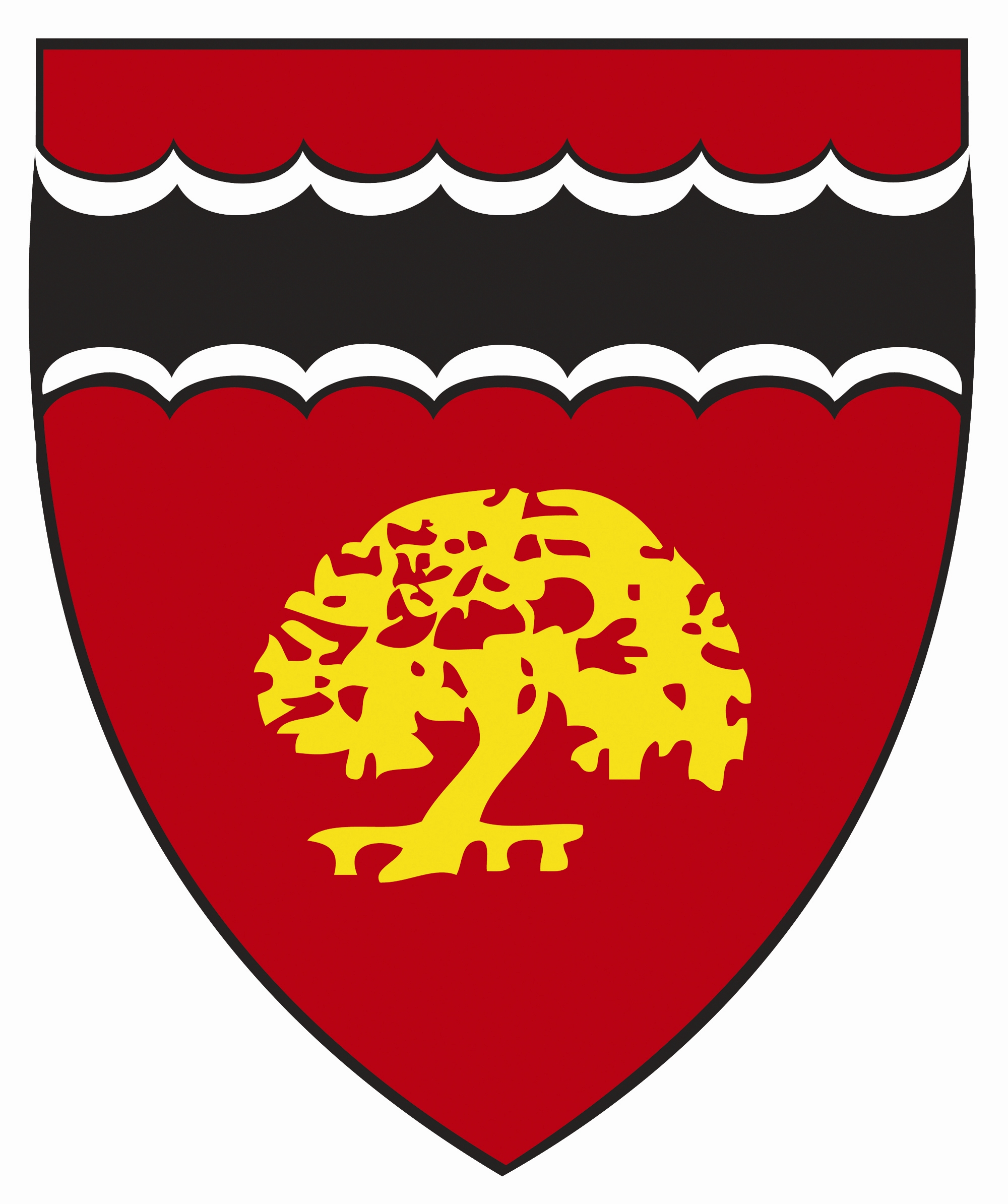
Escudo de la Currier House
Escudo de la División de Atlética de Harvard